# Alois Gotsmich
Alois Gotsmich (* 28. April 1895 in Laschkles; † 15. Mai 1974 in Erlangen) war ein deutscher Klassischer Archäologe, Epigraphiker und Altphilologe.

## Leben
Alois Gotsmich stammte aus einer südböhmisch-niederösterreichischen Bauernfamilie. Sein Vater war der Landwirt Wenzel Gotsmich, seine Mutter Anna Pölz. Geboren wurde Gotsmich in Laschkles bei Kaplitz in Südböhmen. Bis 1913 besuchte er das Gymnasium im Zisterzienserstift Wilhering in der Nähe von Linz, das Abitur machte er am k. und k. deutschen Staatsgymnasium in Budweis. Nach dem Abitur begann er an der Deutschen Universität Prag mit dem Studium der Klassischen Archäologie, der Klassischen Philologie und der Alten Geschichte, das er 1921 mit der Promotion über die Schachtgräberkeramik abschloss. Seine wichtigsten Lehrer waren Alois Rzach, Heinrich Swoboda und insbesondere Wilhelm Klein, der ihn letztlich zur Archäologie brachte. Schon während des Studiums machte Klein Gotsmich zu seinem Assistenten. 1930 folgte die Habilitation bei Camillo Praschniker. Daran schloss sich eine kurze Dozententätigkeit sowie die Lehrstuhlvertretung an, bis Gotsmich 1935 Ordinarius für Klassische Archäologie in Prag wurde. 1945 geriet Gotsmich in tschechische Gefangenschaft, aus der er 1946 wieder entlassen wurde, doch seine Heimat Prag verlassen musste. Es verschlug Gotsmich nach Bayern, wo er gleichzeitig Dozent an der Philosophisch-theologische Hochschule Bamberg, der Universität Erlangen und der Philosophisch-theologische Hochschule Regensburg wurde. In Bamberg musste er Altphilologie lehren, in Erlangen Epigraphik und in Regensburg Archäologie. Erst 1954 endete dieses strapaziöse Leben, als Gotsmich als außerordentlicher Professor und als Vorstand der Epigraphischen Abteilung nach Erlangen berufen wurde. 1963 wurde er emeritiert, lehrte jedoch noch lange darüber hinaus. In Erlangen gehörte zu seinen Aufgaben auch die Betreuung eines Studentenwohnheimes, zudem engagierte er sich in der Studentenführsorge. Der Freistaat Bayern verlieh ihm 1972 den Bayerischen Verdienstorden.
Gotsmich erweiterte schon während seines Studiums durch Eigenstudien in allen Bereichen der Klassischen Altertumswissenschaften, insbesondere auch der Epigraphik, seine Ausbildung und war somit schon früh in der Lage, einen Zeitraum vom 3. Jahrtausend v. Chr. bis zur Spätantike und von den Altorientalischen Kulturen bis zur Antike abzudecken. Eines der Hauptforschungsgebiete war die minoisch-mykenische Welt. So befasste er sich 1923 in seiner Monografie Entwicklungsgang der kretischen Ornamentik mit der Entwicklungsgeschichte und den Gefäßformen der minoischen Keramik, 1930 befasste er sich im Buch Studien zur ältesten griechischen Kunst mit dem Verhältnis von der spätmykenischen Keramik zur Geometrischen Keramik. In späteren Werken befasste er sich zudem mit der griechischen Plastik, darunter mit der „Berliner Göttin“, der Nike von Delos, der Venus vom Esquilin und den Betenden Knaben des Kalamis. In seiner Prager Zeit beschäftigte er sich zudem mit der Katalogisierung von öffentlichen und privaten Sammlungen in Böhmen, Mähren und der Slowakei. Zur Veröffentlichung gelangte davon jedoch nur ein kleiner Teil, der Rest blieb in Vorarbeiten und kleineren Schriften stecken. Nach der Vertreibung aus Prag konnte er die Arbeiten nicht zuletzt wegen des Verlustes seiner Unterlagen nicht fortsetzen. In seinen späten Jahren beschäftigte Gotsmich sich vermehrt mit der spätantiken Kunst, etwa mit dem Theoderich-Grabmal in Ravenna. Sein Erlangener Schüler Gerhard Pfohl kümmerte sich um die Würdigung seines Lehrers nach dessen Tod.